# محمد علیرضایی
محمد علیرضایی (زاده: ۲۷ ژوئیه ۱۹۸۵ در اصفهان) یک ورزشکار شنای قورباغه ایرانی است. او بارها در رکوردهای ملی را در رده‌های سنی گوناگون بهبود بخشیده‌است. علیرضایی هم‌اکنون در ماده‌های ۵۰ متر و ۱۰۰ متر و ۲۰۰ متر قورباغه رکورددار شنای ایران است.
او هم‌اکنون رييس استخر انقلاب اصفهان است.

## بازی‌های آسیایی داخل سالن
او سال ۲۰۰۷ در نخستین دوره بازیهای آسیایی داخل سالن در ماکائو با قهرمانی در ماده اولین مدال طلای تاریخ شنای ایران در رده بزرگسالان و نخستین مدال کاروان ورزشی ایران در بازیهای آسیایی داخل سالن ۲۰۰۷ را کسب کرد.

## المپیک پکن

### سهمیه
محمد علیرضایی تنها شناگر ایرانی در تاریخ این رشته ورزشی بود که با رسیدن به حد نصاب مقرر شده از سوی فدراسیون بین‌المللی ورزش‌های آبی برای ۱۰۰ متر قورباغه سهمیه ورودی برای المپیک را کسب کرد. این نخستین بار در تاریخ ورزش ایران بود که یک شناگر با حضور موفقیت‌آمیز خود در استخر شنا به المپیک راه می‌یافت. البته پیشتر بابک فرهودی در المپیک ۲۰۰۴ آتن و حمیدرضا مبرز در المپیک ۲۰۰۰ سیدنی و (حامد رضا خانی) در المپیک ۱۹۹۶ آتلانتا با کارت سفیدی که از سوی کمیته بین‌المللی المپیک به هر کشور در رشته شنا داده می‌شود، در این رقابت‌ها حضور پیدا کرده بودند.

### عدم حضور در مسابقه
علیرضایی که با آمادگی کامل و برای بهبود رکورد ملی عازم این مسابقات بود، در مرحله مقدماتی در گروهی قرار گرفت که تام بئری شناگر اسرائیلی نیز در آن قرار داشت، با توجه به آن که مقامات جمهوری اسلامی مسابقه با ورزشکاران اسرائیلی را به معنای به رسمیت شناختن این کشور می‌دانند، در مورد حضور او در مسابقه تردیدهایی در میان بود، (خبر) اما در ساعت؟ علیرضایی برای انجام مسابقه روی سکوی استارت مسابقه خود در مکعب آب (استادیوم محل برگزاری مسابقات شنا) حاضر نشد.
آن چنان‌که رئیس فدراسیون شنا، وحید مرادی در گفتگو با شبکه ۳ سیمای ایران اظهار کرد؛ «علیرضایی در حدود دو ساعت پیش از مسابقه حین تمرین در استخر دچار حالت تهوع شده و بلافاصله با آمبولانس به پزشک دهکده مراجعه کرد، پزشک معالج برای او که از ناحیه شکم دچار درد شدید بود، تشخیص احتمال پارگی آپاندیس داده و نتیجتاً عمل جراحی فوری را تجویز کرد، که به دلیل امکان انجام این عمل جراحی در ایران، علیرضایی از ادامه معالجه صرفنظر کرد.»